# Аркибуджи, Даниэле
Даниэле Аркибуджи (итал. Daniele Archibugi) (род. 17.07.1958, Рим) — итальянский экономист, политический теоретик и социальный мыслитель. Является автором работ по экономике, политике инновационно-технического развития, теории международных отношений и глобализации.

## Биография
Родился в семье известного урбаниста Франко Аркибуджи и поэтессы Марии Луизы Эпифани. Старший брат режиссёра и сценариста Франчески Аркибуджи.
Окончил Римский университет Ла Сапиенца по специальности «Экономика», получил степень доктора философии в Центре исследований научной и технологической политики университета Сассекса.
Преподавал в университете Сассекса, Неаполитанском университете, Кэмбридже и Римском университете. В 2003—2004 годах был приглашённым профессором в Лондонской школе экономики и политических наук, а в 2004—2005 годах — в Гарварде. В 2006 году получил звание Почётного профессора университета Сассекса.
На данный момент является директором Национального исследовательского совета Италии, а также профессором Бирбек-колледжа Лондонского университета.

## Идеи
Вместе с Дэвидом Хелдом он занимает видное место в развитии теории космополитизма и космополитической демократии.

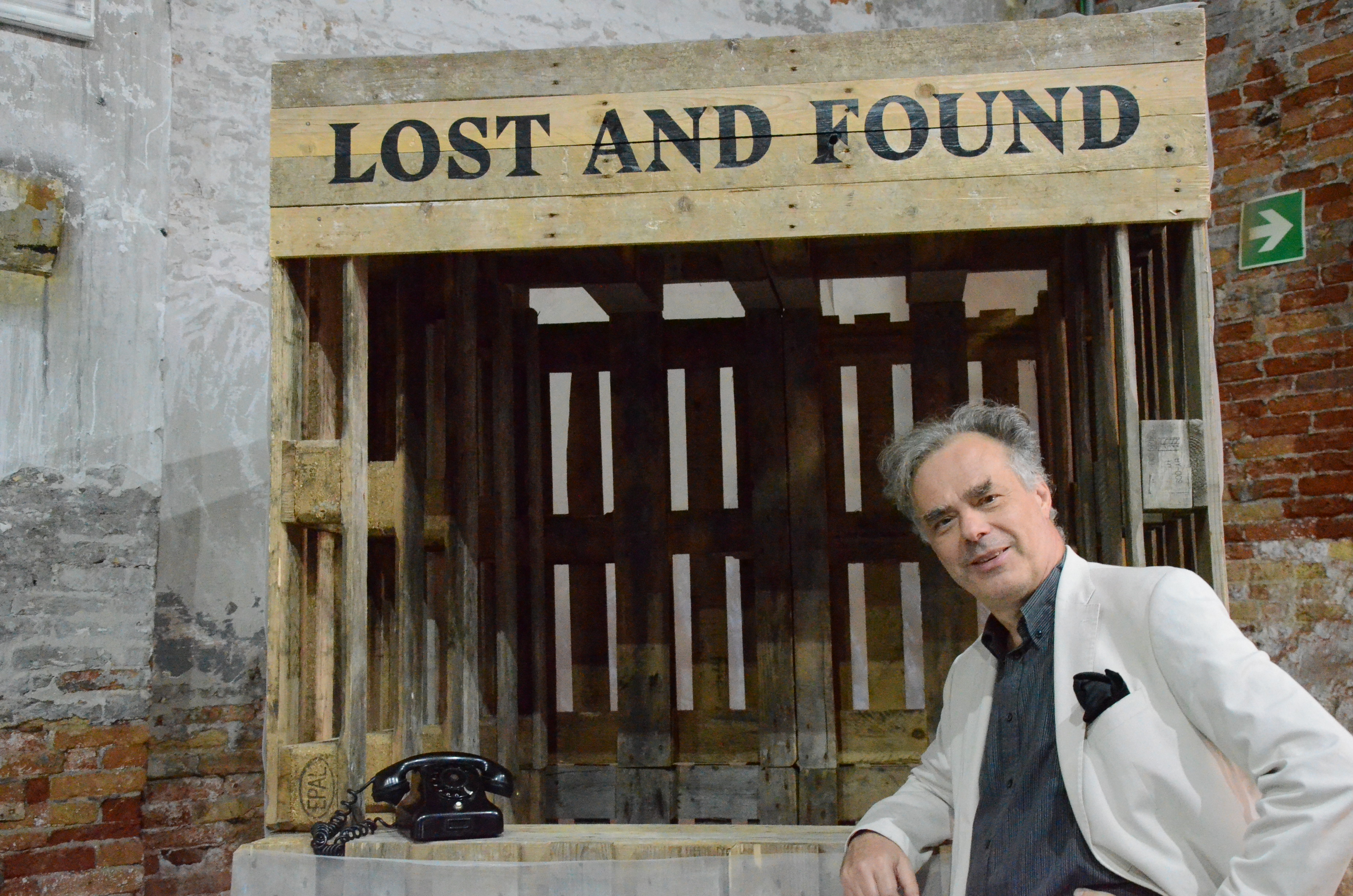
Daniele Archibugi 2022

В области инновационных исследований разработал классификацию глобализации инноваций. Вместе с Джонатоном Мичи он выделил три основных механизма передачи ноу-хау: международное использование инноваций, их производство и международное научно-техническое сотрудничество. Предлагает выпуск еврооблигаций в качестве пути к восстановлению экономик.

## Научные работы
Даниэле Аркибуджи — автор нескольких книг и более 150 статей для экспертных изданий.
Наиболее значимыми его работами в области международных отношений являются:
- (with David Held), Космополитическая демократия. Эскиз нового миропорядка = Cosmopolitan Democracy. An Agenda for a New World Order (Polity Press, 1995);
- (with David Held and Martin Koehler), Переосмысление политического сообщества = Reimagining Political Community. Studies in Cosmopolitan Democracy (Polity Press, 1998);
- Споры о международной политике = Debating Cosmopolitics, (Verso, 2003);
- Всемирное гражданское содружество. На пути к космополитической демократии = The Global Commonwealth of Citizens. Toward Cosmopolitan Democracy (Princeton University Press, 2008, ISBN 978-0-691-13490-1);
- (with Mathias Koenig-Archibugi and Raffaele Marchetti), Глобальная демократия: Нормативные и эмпирические перспективы = Global Democracy: Normative and Empirical Perspectives (Cambridge University Press, 2011, ISBN 978-0-521-17498-5);
- (with Alice Pease), Преступность и мировое правосудие: динамика международного наказания = Crime and Global Justice: The Dynamics of International Punishment, (Polity Press, 2018, ISBN|978-1509512621.

Работы в области инновационно-технического развития:
- (with Mario Pianta), The Technological Specialization of Advanced Countries, preface by Jacques Delors (Kluwer, 1992);
- (with Jonathan Michie), Technology, Globalisation and Economic Performance, preface by Richard R. Nelson (Cambridge University Press, 1997);
- (with Jonathan Michie), Trade, Growth and Technical Change, preface by Nathan Rosenberg (Cambridge University Press, 1998);
- (with Jonathan Michie), Инновационная политика в глобальной экономике = Innovation Policy in a Global Economy, preface by Christopher Freeman (Cambridge University Press, 1999);
- (with Bengt-Åke Lundvall), Глобализация экономики знаний = The Globalising Learning Economy (Oxford University Press, 2001).
- (with Andrea Filippetti), Глобальная демократия: Нормативные и эмпирические перспективы = Innovation and Economic Crises. Lessons and Prospects from the Economic Downturn (Routledge, 2011, ISBN 978-0-415-60228-0);
- (with Andrea Filippetti), Справочник по мировой науке, технологиям и инновациям =The Handbook of Global Science, Technology and Innovation (Wiley, 2015. ISBN 978-1-118-73906-8).